# Paradrina approximans
Paradrina approximans là một loài bướm đêm trong họ Noctuidae.